# Preparación extemporánea
La preparación extemporánea, generalmente de un medicamento, es aquella que se lleva a cabo en el momento de su uso, ya que de otra forma se pierden sus principios activos.
La preparación extemporánea de un medicamento generalmente resulta en una solución farmacéutica.
Se suele indicar los gramos que contiene el producto para preparar una cierta cantidad de mililitros (mL) de suspensión extemporánea, así como la cantidad de principio activo que se contienen en una cierta cantidad de mililitros de suspensión extemporánea reconstituida.
Es común que los medicamentos que se expenden como polvos para preparar suspensiones sean considerados como preparados extemporáneos. Un ejemplo de ellos son los antibióticos  orales infantiles. Estos consisten en un polvo al que debe agregarse una cantidad determinada de agua para preparar la suspensión. Este tipo de preparados tiene una validez de 7 días si se mantiene fuera de un refrigerador y 14 días si se mantiene dentro de un refrigerador. 
Son ejemplos:
- Azitromicina,aunque actualmente existen preparados de Azitromicina que son suspensiones con largo tiempo de validez (Azilide®).
- Claritromicina
- Eritromicina
- Amoxicilina
- Ampicilina
- Cefalexina
- Cefadroxilo
- Cefixima
- Cefaclor, aunque actualmente existen preparados de Cefaclor que son suspensiones con largo tiempo de validez (Ceclor®).
- Cefuroxima

- Datos: Q6085277